# До-дієз мажор
До-дієз мажор (англ. C-sharp Major, нім. Cis-dur) — мажорна тональність, тонікою якої є нота до-дієз. Гама до-дієз мажор містить звуки: 
 до♯ - ре♯ - мі♯ - фа♯ - соль♯ - ля♯ - сі♯ 
 C♯ - D♯ - E♯ - F♯ - G♯ - A♯ - B♯.
Паралельна тональність — ля-дієз мінор, однойменний мінор — до-дієз мінор. До-дієз мажор має сім дієзів біля ключа (фа-, до-, соль-, ре-, ля-, мі-, сі-).

## Найвідоміші твори, написані в цій тональності
- Й. С. Бах «Прелюдія і фуга №3» з 1-го та 2-го томів ДТК
- М. Равель «Ундіна» з циклу «Нічний Гаспар»
- Й. Гайдн «Соната для фортепіано до-дієз мінор»